# Строуб Телботт
Нельсон Стробрідж «Строуб» Телботт III (англ. Nelson Strobridge «Strobe» Talbott III; нар. 25 квітня 1946, Дейтон, Огайо) — американський дипломат, журналіст, науковець, заступник держсекретаря США у 1994–2001 рр. Викладав в Оксфордському університеті, перекладав мемуари Микити Хрущова англійською мовою.

## Біографія
Народився у м. Дейтон, штат Огайо у родині службовця. У 1968 р. Строуб Телботт закінчив Єльський університет, зокрема спеціалізувався на творчості Тютчева, вивчав російську мову. У 1969–1971 рр. продовжив навчання в Оксфордському університеті, де познайомився з Біллом Клінтоном. Протягом 1980-их він працював у журналі Тайм, був кореспондентом у Москві, пізніше головним кореспондентом з американсько-радянських стосунків, написав декілька книг про роззброєння. Після обрання Білла Клінтона президентом США у 1993 р. Телботта запросили на роботу в держдепартамент, де він спочатку був відповідальним за стосунки з країнами СНД. Після роботи в уряді він певний час працював директором Центру дослідження глобалізації, після того очолював Інститут Брукінгс.